# Bischofspalast (Nysa)

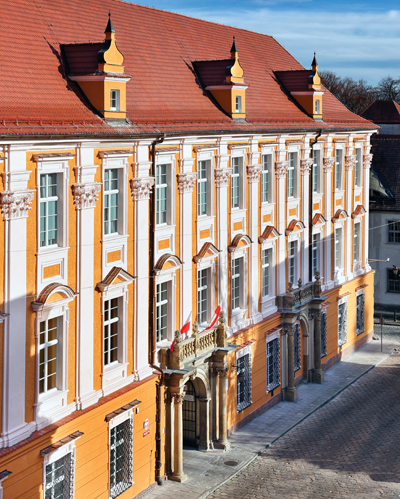
Bischofspalast (2013)

Der Bischofspalast in Neisse (poln. Nysa, Woiwodschaft Oppeln) ist der ehemalige Sitz der Breslauer Bischöfe. Neuerdings dient er als Sitz des örtlichen Museums. Er liegt am östlichen Rande des Stadtkerns. Das Gebäude misst im Grundriss etwa 50 × 50 Meter.

## Geschichte

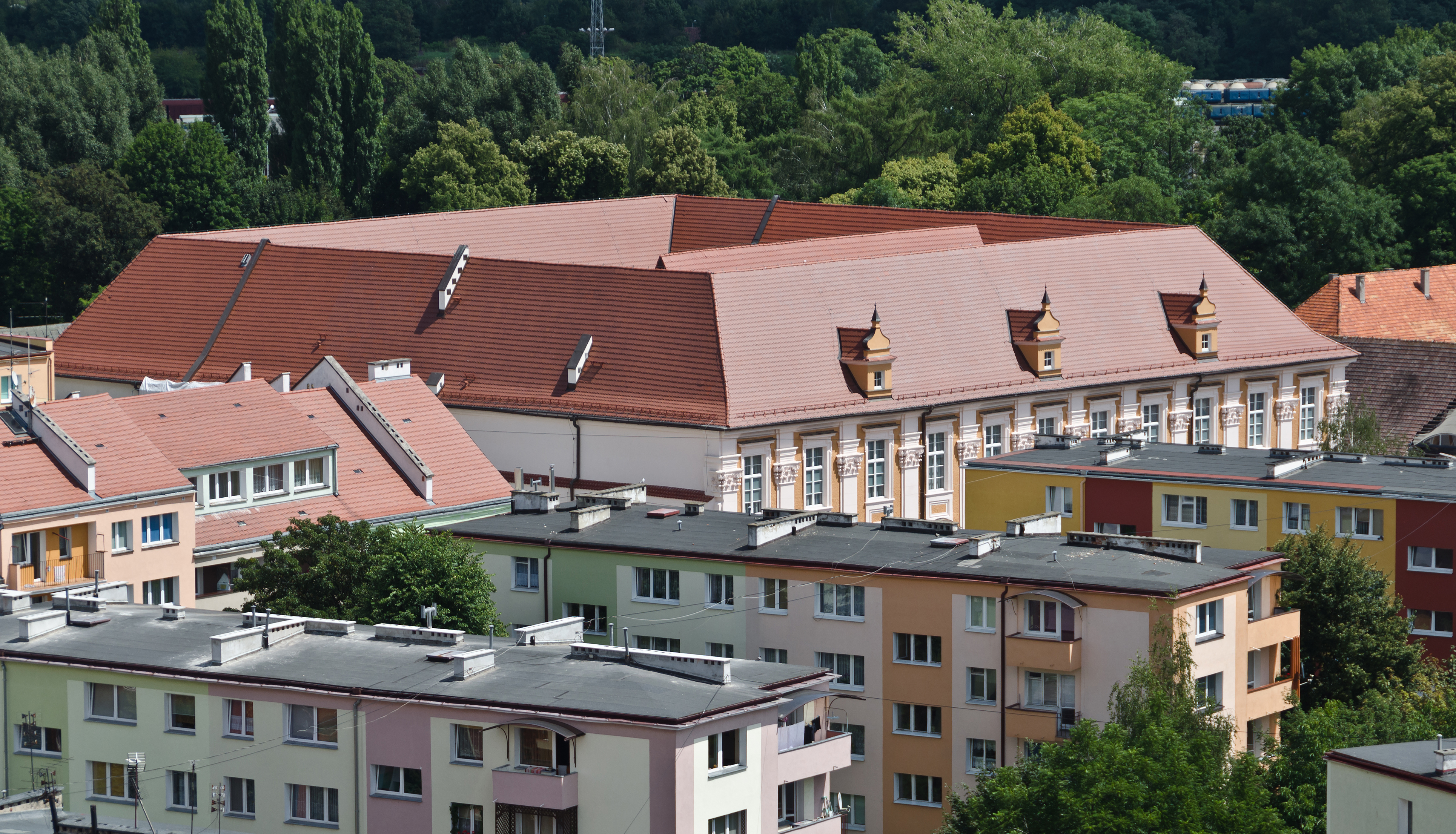
Blick vom Rathausturm auf den Palast

Die Residenz der Breslauer Bischöfe befand sich ursprünglich im östlich angrenzenden Bischofshof, welcher bereits seit dem 13. Jahrhundert bestand.
Der Erzherzog Karl von Österreich (1590–1624) begann 1620 den Bau einer neuen Residenz, doch nach seinem baldigen Tod wurde das Vorhaben verworfen. Wegen des Dreißigjährigen Krieges wurden die Bauarbeiten erst in den sechziger Jahren wiederaufgenommen und um 1680 beendet. Damals entstand der Nordostflügel, der Nordwestflügel und ein Teil des Südostflügels. 1722–1729 hat der Bischof Franz Ludwig von Pfalz-Neuburg den Bau des Südwestflügels und eines Teils des Südostflügels nach dem Entwurf des Architekten Christoph Tausch durchgeführt, wodurch ein quadratisches Gebäude mit einem Innenhof entstand. Schon im Jahre 1742 wurde die Bischofsresidenz aufgrund einer Verordnung der preußischen Behörden dem Militär übergeben. Im Palast fand 1769 das historische Treffen des Friedrichs des Großen mit dem Römisch-deutschen König Joseph II. statt, was auf dem Gemälde von Adolph Menzel verewigt wurde.
Dank den geschickten Politik des Kardinals Gustav Adolf zu Hohenlohe-Schillingsfürst gelang es der Kirche das Gebäude für einen kurzen Zeitraum (1796–1810) wiedergewinnen.
1807 nach dem Einmarsch der französischen Truppen hat sich im Palast der Oberbefehlshaber des 8. Württemberger Armeekorps Jérôme Bonaparte einquartiert.
Wegen der Säkularisation wurde der Palast erneut beschlagnahmt. Seit 1823 wurde er Sitz des Landgerichtes, seit 1849 des königlichen Militärgerichtes sowie des Katasteramtes. 1850–1852 diente das 2. Obergeschoss als Dienstwohnung des Fürsten Karl Anton von Hohenzollern-Sigmaringen, des Kommandanten der Neisser Brigade. 1881 wurde das ganze Gebäude für Gerichtsämter bestimmt.
Der Palast wurde 1927 renoviert. Im März 1945 ist der Palast total ausgebrannt. 1947–1948 wurde die Ruine notdürftigerweise überdacht. Im Brand ist die ganze Inneneinrichtung, mit Ausnahme zweier Kamine, verlorengegangen. 1962 begannen die Wiederherstellungsarbeiten. Am 30. März 1984 wurde der Palast dem Kreismuseum übergeben und am 1. Oktober 1986 eröffnet.

## Architektur

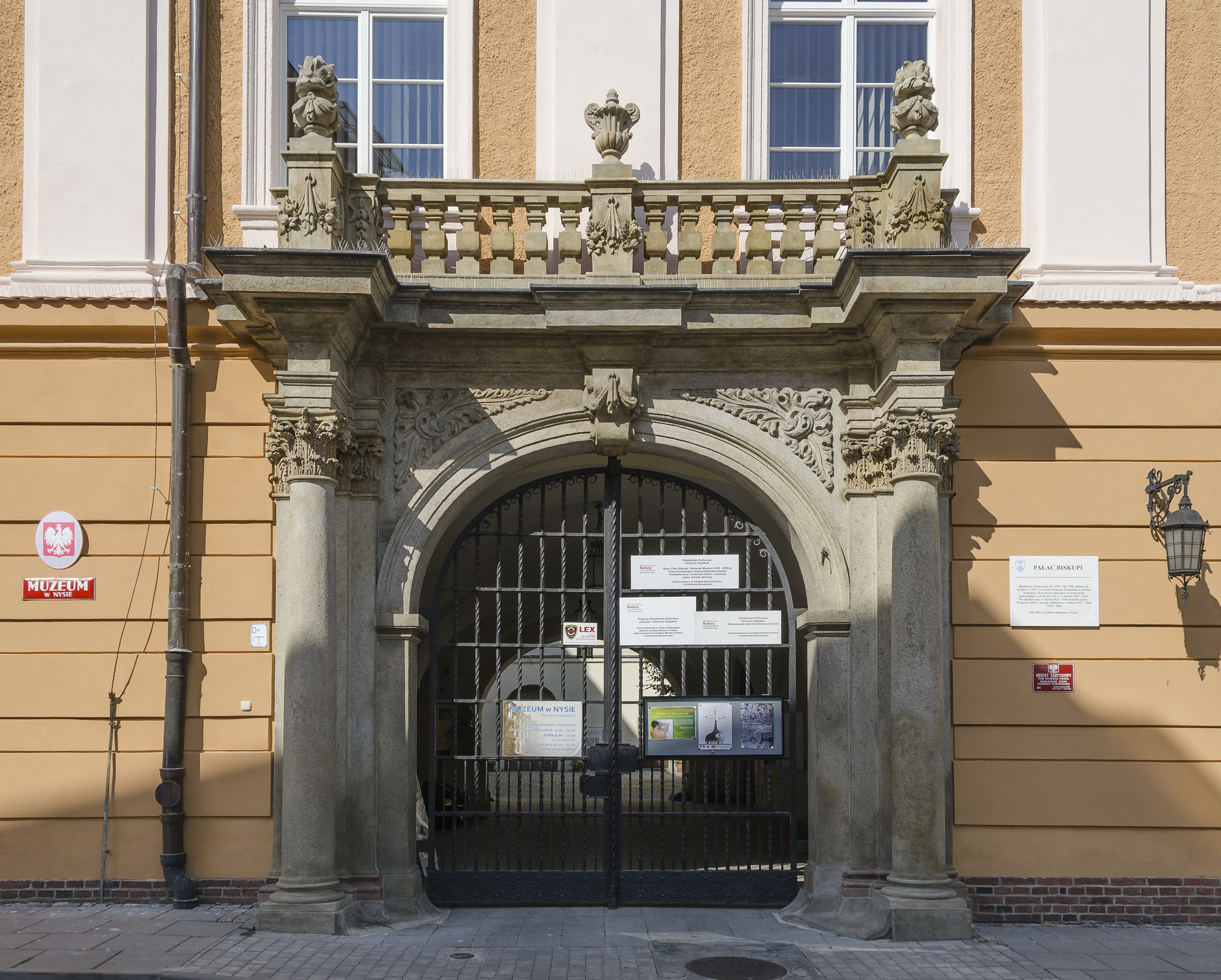
Eingangsportal

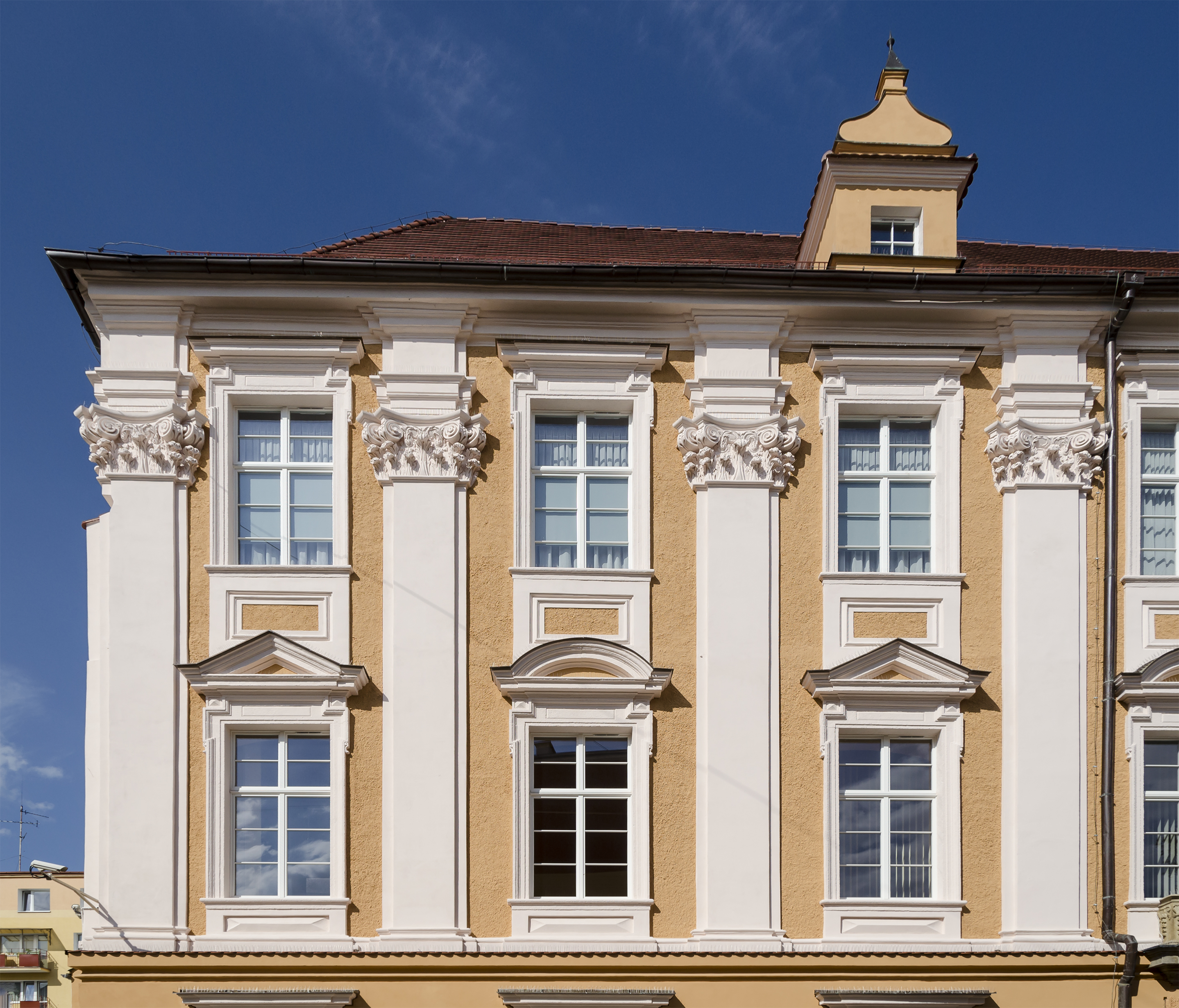
Detailansicht der Fassade

Der dreigeschossige Palast ist im Stil des italienischen Barocks errichtet worden. Die vier Flügel umgeben einen Innenhof. Bis zum Brand 1945 waren die Palastinnenräume reich geschmückt.
Die Fassaden der einzelnen Bauetappen unterscheiden sich sichtbar. Die Frontfassade mit zwei Portalen hat im Erdgeschoss eine bossenwerkähnliche Aufteilung. Der Nordportal bildet den Haupteingang, der Südeingang hat nur eine dekorative Funktion. Die beiden Obergeschosse sind durch Pilaster gegliedert.
Auf den Innenhofwänden sind drei gemalte Sonnenuhren aus den Jahren 1708–1710 erhalten geblieben.
Der Palast wurde am 10. August 1958 unter 568/58 in das Verzeichnis der Baudenkmäler der Woiwodschaft Oppeln aufgenommen.